# Dona Sarkar
Dona Sarkar   (Katmandú, 29 d'agost de 1980) és la cap del Programa Windows Insider a Microsoft. Dona Sarkar va assistir a la Universitat de Michigan, on va estudiar Ciències de la computació. Després d'unir-se a Autodesk de pràctiques on va fer popular el programari de la empresa AutoCAD en una versió prèvia gratuïta a la web.

## A Microsoft
El 2005 Dona es va unir a Microsoft com una enginyera de programari a l'equip de Windows. Posteriorment, va treballar com a desenvolupadora principal de Windows Vista en funcions relacionades amb els dispositius, com ara la integració d'AutoPlay, Bluetooth i Blu-ray endins de Windows. A Windows 7 i 8, va ser la responsable de l'experiència de cerca de Windows. Va dirigir els equips que van crear el quadre de cerca al Menú Inici de Windows 7, l'eina de l'explorador d'arxius i els diàlegs d'obrir/desar. Va dirigir l'evolució de la cerca per a tauletes Windows 8 i per trobar aplicacions, fitxers i configuracions. També ha realitzat la integració dels comentaris dels usuaris Windows la seva especialitat, havent portat Windows beta i programes comunitaris durant anys. Posteriorment va dirigir el programa de participació dels programadors per a les Microsoft HoloLens, permetent als entusiastes fer experiències hologràfiques riques en la Universal Windows Platform. Va ensenyar a la Microsoft Holographic Academy i recentment va crear la inauguració l'event #HoloHacks Hackathon a Seattle.
L'1 de juny de 2016, Dona va substituir Gabe Aul com a cap del Programa Windows Insider de Microsoft.

## Altres
A més de ser enginyer , Dona és una aspirant a dissenyadora de moda, una Blogger de moda, ponent i autor de quatre llibres publicats, que inclouen dues novel·les, una novel·la i un llibre d'assessorament professional.